# Línea C1 (EMT Madrid)
La línea C1 (a efectos internos, línea 68) es una línea circular que une diversos puntos de Madrid en el sentido de las agujas del reloj. El sentido contrario lo proporciona la línea C2.

## Características
La línea comenzó a prestar servicio el 5 de octubre de 1970. Su recorrido malla la red, notablemente radial, lo que hizo a la línea la 4.ª más usada en 2019, con casi 7 millones de viajeros.
Desde el 29 de noviembre de 2023, la línea NC1 hace un recorrido prácticamente idéntico durante las madrugadas, excepto por el tramo entre Mariano de Cavia y Manuel Becerra (donde el nocturno se desvía por Conde de Casal), la supresión de aproximadamente la mitad de las paradas del recorrido, y el hecho que se establece la cabecera de regulación en Atocha en vez de Embajadores. 

### Frecuencias
| Lunes a viernes laborables |               |
| De 6:00 a 7:00             | 4-8 minutos   |
| De 7:00 a 20:00            | 4-6 minutos   |
| De 20:00 a 23:00           | 6-10 minutos  |
| Sábados laborables         |               |
| De 6:00 a 9:00             | 8-15 minutos  |
| De 9:00 a 22:00            | 7-10 minutos  |
| De 22:00 a 23:00           | 9-12 minutos  |
| Domingos y festivos        |               |
| De 7:00 a 10:00            | 10-20 minutos |
| De 10:00 a 22:00           | 9-12 minutos  |
| De 22:00 a 23:00           | 12-15 minutos |

## Recorrido y paradas
NOTA 1: En las paradas marcadas en gris, puede ser necesario cambiarse al autobús de delante.
NOTA 2: Debido a las obras de ampliación de la línea 11 de Metro, las paradas sombreadas en naranja sustituyen a aquellas sombreadas en rojo.
| Código | Parada                                           | Común con                       | Conexiones con Metro y Cercanías | Otros |
| ------ | ------------------------------------------------ | ------------------------------- | -------------------------------- | ----- |
| 1890   | CUATRO CAMINOS (C/ Raimundo Fdez. Villaverde, 2) |                                 | Cuatro Caminos                   |       |
| 2693   | Fernández Villaverde-Ponzano                     | 149                             |                                  |       |
| 2695   | Fernández Villaverde-Alonso Cano                 |                                 |                                  |       |
| 2696   | Nuevos Ministerios                               |                                 | Nuevos Ministerios               |       |
| 421    | Nuevos Ministerios-Joaquín Costa                 | 7                               | Nuevos Ministerios               |       |
| 420    | República Argentina                              | 7                               |                                  |       |
| 4678   | Metro República Argentina                        |                                 | República Argentina              |       |
| 2698   | Joaquín Costa-Velázquez                          |                                 |                                  |       |
| 4676   | Glorieta López de Hoyos                          |                                 |                                  |       |
| 2700   | Francisco Silvela-Príncipe de Vergara            |                                 |                                  |       |
| 789    | Intercambiador de Avenida de América             | 12 72 73                        | Avenida de América               |       |
| 786    | Diego de León                                    | 12                              | Diego de León                    |       |
| 811    | Francisco Silvela-Juan Bravo                     | 12 43 48 56 210                 | Diego de León                    |       |
| 3829   | Manuel Becerra (C/ Francisco Silvela, 1)         | 12 43 56 210                    | Manuel Becerra                   |       |
| 1427   | Manuel Becerra                                   | 56 143 156 E5                   | Manuel Becerra                   |       |
| 148    | Doctor Esquerdo-Goya                             | 2 56 71 143 156                 |                                  |       |
| 1252   | Palacio de los Deportes                          | 30                              |                                  |       |
| 5093   | Felipe II                                        | 15                              | Goya                             |       |
| 2154   | O Donnell-Narváez                                | 15 26 61 63 215                 |                                  |       |
| 2156   | Narváez-Ibiza                                    | 2 15 26 61 63 215               | Ibiza                            |       |
| 814    | Menéndez Pelayo-Sáinz de Baranda                 | 20 26 63 152                    |                                  |       |
| 816    | Hospital Niño Jesús                              | 20 26 63 152                    |                                  |       |
| 2213   | Plaza Niño Jesús                                 | 26 63 152                       |                                  |       |
| 2211   | Mariano de Cavia                                 | 26 152                          |                                  |       |
| 2049   | Reina Cristina                                   | 10 14 26 32                     |                                  |       |
| 2047   | Basílica de Atocha                               | 10 14 26 32 VAC-246             |                                  |       |
| 1405   | Metro Menéndez Pelayo                            | 10 14 24 26 32 37 54 57         | Menéndez Pelayo                  |       |
| 1403   | Basílica de Atocha                               | 10 14 24 26 32 37 54 57 VAC-246 |                                  |       |
| 2178   | Museo de Antropología                            |                                 | Atocha                           |       |
| 83     | Reina Sofía                                      | 27 34 C03                       |                                  |       |
| 84     | Teatro Circo Price                               | 27 34 36 41 119 C03             |                                  |       |
| 320    | Embajadores-Ronda de Valencia                    | 34 36 41 119 C03 VAC-246        |                                  |       |
| 2355   | EMBAJADORES (Ronda de Toledo, 11)                | 41 60 148 C03                   | Embajadores                      |       |
| 2357   | El Rastro                                        | 41 60 148 C03                   |                                  |       |
| 2359   | Ronda de Segovia-Puerta de Toledo                |                                 | Puerta de Toledo                 |       |
| 2361   | Ronda de Segovia                                 |                                 |                                  |       |
| 2363   | Ronda de Segovia-Imperial                        |                                 |                                  |       |
| 2365   | Cuesta de la Vega                                | 41                              |                                  |       |
| 609    | Puente de Segovia                                | 25 33 39 41 62 138 158          |                                  |       |
| 1562   | Príncipe Pío-Campo del Moro                      | 62 138                          | Príncipe Pío                     |       |
| 5246   | Cuesta de San Vicente                            | 25 39 46 62 75 138 158          |                                  |       |
| 742    | Jardines de Sabatini                             | 25 39 46 62 75 138 158          |                                  |       |
| 1750   | Plaza de España                                  | 1 2 44 133 138 001              | Plaza de España                  |       |
| 172    | Ventura Rodríguez                                | 1 2 44 133 138 001              | Ventura Rodríguez                |       |
| 734    | Princesa-Rey Francisco                           | 1 44 133 138 001                |                                  |       |
| 736    | Argüelles                                        | 1 44 133 138 001                | Argüelles                        |       |
| 738    | Altamirano                                       | 1 44 133 138 001                |                                  |       |
| 4816   | Moncloa                                          | 1 44 138 001                    | Moncloa                          |       |
| 4021   | Junta Municipal Moncloa                          | 1 44 62 82 132 138              |                                  |       |
| 743    | Cristo Rey                                       | 1 44 62 82 132 138              | Islas Filipinas                  |       |
| 2704   | Hospital Clínico                                 |                                 |                                  |       |
| 2706   | Isaac Peral-Julián Romea                         |                                 |                                  |       |
| 5263   | Marqués de Comillas                              |                                 |                                  |       |
| 2710   | Vicente Aleixandre                               |                                 | Vicente Aleixandre               |       |
| 185    | Metro Guzmán el Bueno                            | 2 F                             | Guzmán el Bueno                  |       |
| 1415   | Ibáñez Ibero                                     | 45 F                            |                                  |       |
| 1417   | Cruz Roja                                        | 45 127 F                        |                                  |       |

## Galería de imágenes

Mapa zonal de la estación de metro de Diego de León con los recorridos de las líneas de autobuses, entre las que aparece el C1.
Mapa zonal de la estación de Guzmán el Bueno con las líneas de autobuses que pasan por ella, entre las que se encuentra la línea C1.
Mapa zonal de la estación de metro de Embajadores con los recorridos de las líneas de autobuses, entre las que aparece el C1.